# Hypogastruridae
Hypogastruridae är en familj av urinsekter. Enligt Catalogue of Life ingår Hypogastruridae i överfamiljen Hypogastruroidea, ordningen hoppstjärtar, klassen urinsekter, fylumet leddjur och riket djur, men enligt Dyntaxa är tillhörigheten istället ordningen hoppstjärtar, klassen urinsekter, fylumet leddjur och riket djur. Enligt Catalogue of Life omfattar familjen Hypogastruridae 641 arter. 

## Dottertaxa till Hypogastruridae, i alfabetisk ordning[1][2]
- Acherongia
- Acherontides
- Acherontiella
- Acheroxenylla
- Austrogastrura
- Barbagastrura
- Biscoia
- Bonetogastrura
- Celegastrura
- Ceratophysella
- Choreutinula
- Cosberella
- Denigastrura
- Ecuadogastrura
- Gnathogastrura
- Hypogastrura
- Jacutogastrura
- Mesachorutes
- Mesogastrura
- Microgastrura
- Mitchellania
- Neobeckerella
- Octoacanthella
- Ongulogastrura
- Orogastrura
- Parawillemia
- Paraxenylla
- Pseudacherontides
- Schaefferia
- Schoettella
- Stenogastrura
- Tafallia
- Thibaudylla
- Triacanthella
- Typhlogastrura
- Willemgastrura
- Willemia
- Xenylla
- Xenyllogastrura